# ناثان شنايدر
ناثان شنايدر (بالإنجليزية: Nathan Schneider)‏ هو صحفي أمريكي، ولد في 1984.